# Fällda för sexövergrepp – om rättsfall i Sverige
Fällda för sexövergrepp – om rättsfall i Sverige är en bok skriven 2010 av Thérèse Juel och är utgiven av Ica Bokförlag. Boken har debatterats i TV4 i Kvällsöppet med Ekdal. I sin krönika i Aftonbladet den 10 oktober 2010 skrev Jan Guillou att det var en liten men tung bok. Han skrev "Den är i sin obönhörliga koncentration den mest uppskakande text jag läst om det svenska rättssamhället. Och jag har läst mycket i ämnet." Boken har även recenserats i Östersundsposten där Thomas Larsson kritiserar boken för att vara en partsinlaga som ensidigt bara belyser männens berättelser. Senare har boken även kommenterats på bland annat Crime News, Newsmill och Kristdemokraten. Boken refereras ofta till på bloggar och andra diskussionsforum på nätet.

## Handling
Boken tar upp tio fall, där män har ansett sig blivit utsatta för falska anklagelser om sexualbrott och blivit oskyldigt dömda. Boken beskriver varje fall för sig och i boken är namnen utbytta, men boken citerar ur domar och berättar vad som har hänt enligt männens perspektiv. Boken beskriver hur advokaten påstås ha bemött dem och vilket brist på engagemang som de menar att advokaten har visat dem, hur polis och åklagare enligt dem har underlåtit sig att granska målsägandens utsaga ordentligt samt inte följt sin objektivitetsprincip. I slutet av varje fall visas en epilog där varje omständighet som enligt författaren talar för mannens oskuld radas upp i punktform.